# Melete salacia
Melete salacia is een vlindersoort uit de familie van de Pieridae (witjes), onderfamilie Pierinae.
Melete salacia werd in 1819 beschreven door Godart.